# HD139948
HD139948 — хімічно пекулярна зоря спектрального класу A2, що має видиму зоряну величину в смузі V приблизно 10,7.
Вона  розташована на відстані близько 4128,6 світлових років від Сонця.